# Армитаж Хакс
Генерал Армитаж Хакс (англ. General Armitage Hux) — персонаж фантастической саги «Звёздные войны». Отрицательный персонаж сиквельной трилогии наряду с Кайло Реном, капитаном Фазмой и Сноуком. Был генералом Первого ордена. Возглавлял строение базы «Старкиллер» в фильме «Звёздные войны: Пробуждение силы». В фильме «Звёздные войны: Последние джедаи» управлял флотом Первого ордена. На протяжении всего фильма налаживал отношения с Верховным лидером. Когда увидел, что Сноук мёртв, хотел назначить себя Верховным лидером, но им стал Кайло Рен.

## Биография
Армитаж Хакс родился в последние дни существования Галактической Империи, был сыном Брендола Хакса, коменданта Имперской Академии на Арканисе.
Когда Империя подписала Галактическое соглашение и сдалась Новой Республике, Хакс верил в то, что Новая Республика была слаба и никогда не сравнится в могуществе со старой Империей.
Чуть позже Хакс присоединился к Первому ордену — военной и политической хунте, которая восстала из пепла падшей Империи. С помощью технологического террора он достиг военного превосходства во всём Ордене и в конечном счёте получил звание генерала.
Примерно через 30 лет после битвы при Эндоре Хакс был генералом и командовал «Старкиллером», главной операционной базой Первого Ордена, и звёздным разрушителем «Финализатор», подчиняясь только Верховному лидеру Сноуку.
После неудачной попытки захвата дроида BB-8, в котором хранилась карта с координатами Люка Скайуокера, Хакс поговорил с Верховным лидером Сноуком и получил разрешение на финальное испытание супероружия. Выступая с речью перед армией Первого Ордена, Хакс рассказал о том, что Новая Республика поддерживала Сопротивление, и приказал уничтожить из супероружия систему Хосниан, в которой находилась её столица, флот и сенат.
Узнав о том, что база Сопротивления находится на Ди’Куаре, Хакс приказал персоналу базы начать подготовку к уничтожению планеты. Тем не менее, пока оружие заряжалось, эскадрилья Сопротивления атаковала базу «Старкиллер», и в итоге супероружие было уничтожено ещё до того, как смогло выстрелить по Ди’Куару. Сноук приказал Хаксу эвакуироваться с гибнущей планеты и взять побеждённого Кайло Рена с собой.
Хакс подбирает Рена и отслеживает прибежище Сопротивления, но терпит неудачу, упуская цель, теряя дредноут и получая гневный выговор от Сноука. Не сдаваясь, генерал снова настигает беженцев. Под его командованием Первый Орден уничтожает все корабли повстанцев, однако и в этот раз Хаксу не удаётся довести дело до конца: Сноук погибает, главный корабль Первого Ордена разрушается, а новым верховным лидером Хакс вынужден признать не находящего у него авторитета Кайло Рена, поскольку тот умеет обращаться с Силой. С неохотой подчиняясь новому лидеру, Хакс отправляет к базе Сопротивления боевую технику, становится свидетелем битвы Рена и Люка Скайуокера, и следует за своим лидером по следам вновь ускользнувших врагов.
Спустя год после этих событий Хакс становится шпионом Сопротивления в Первом Ордене. Он передаёт Сопротивлению информацию о возвращении Палпатина и помогает Финну, По и Чубакке сбежать с корабля. Сам он объясняет свою перемену взглядов неприязнью к Кайло Рену. После побега генерал Прайд понимает, что Хакс — предатель, и убивает его.